# Arak (Stadt)
Arak (persisch اراک; zwischenzeitlich Sultanabad) ist die Hauptstadt der Provinz Markazi in Iran. Der Begriff Arak ist der traditionelle Name der Stadt und leitet sich letztlich über ʿErāq vom geografischen Begriff Iraq adschami (Persischer Irak) ab. Die Stadt ist eine der wichtigsten Industriestädte des Landes und besitzt mehr als 2900 Groß-, Mittel- und Kleinindustrien.

## Lage und Geografie
Die heutige Stadt Arak ist 1808 unter dem Namen Sultanabad in der Form eines Rechtecks mit einer Stadtmauer gegründet worden. Mit über 590.000 Einwohnern (Stand: 2016) ist sie die größte Stadt der Provinz. Die Stadt ist im Westen, Osten und Süden von Bergen umgeben. Arak liegt etwa 1.750 m über dem Meeresspiegel und ist 280 km von der Hauptstadt Teheran entfernt.

## Wirtschaft
Arak ist der Sitz von AzarAb Industries.
Etwa 52 km nordwestlich von Arak befindet sich der Schwerwasserreaktor IR-40.

## Verkehr
Die Stadt liegt an der Transiranischen Eisenbahn. Von hier zweigt die Bahnstrecke nach Kermanschah ab, die seit 2011 bis Malayer eröffnet ist und sich darüber hinaus im Bau befindet (2016).
Die Stadt besitzt einen Flughafen.

## Hochschulen und Universitäten
- Medizinische Universität Arak
- Technische Hochschule Arak
- Universität Arak
- Islamische Azad-Universität Arak
- Tarbiat-Moallem-Universität Arak

## Söhne und Töchter der Stadt
- Kader Abdolah (* 1954), Schriftsteller

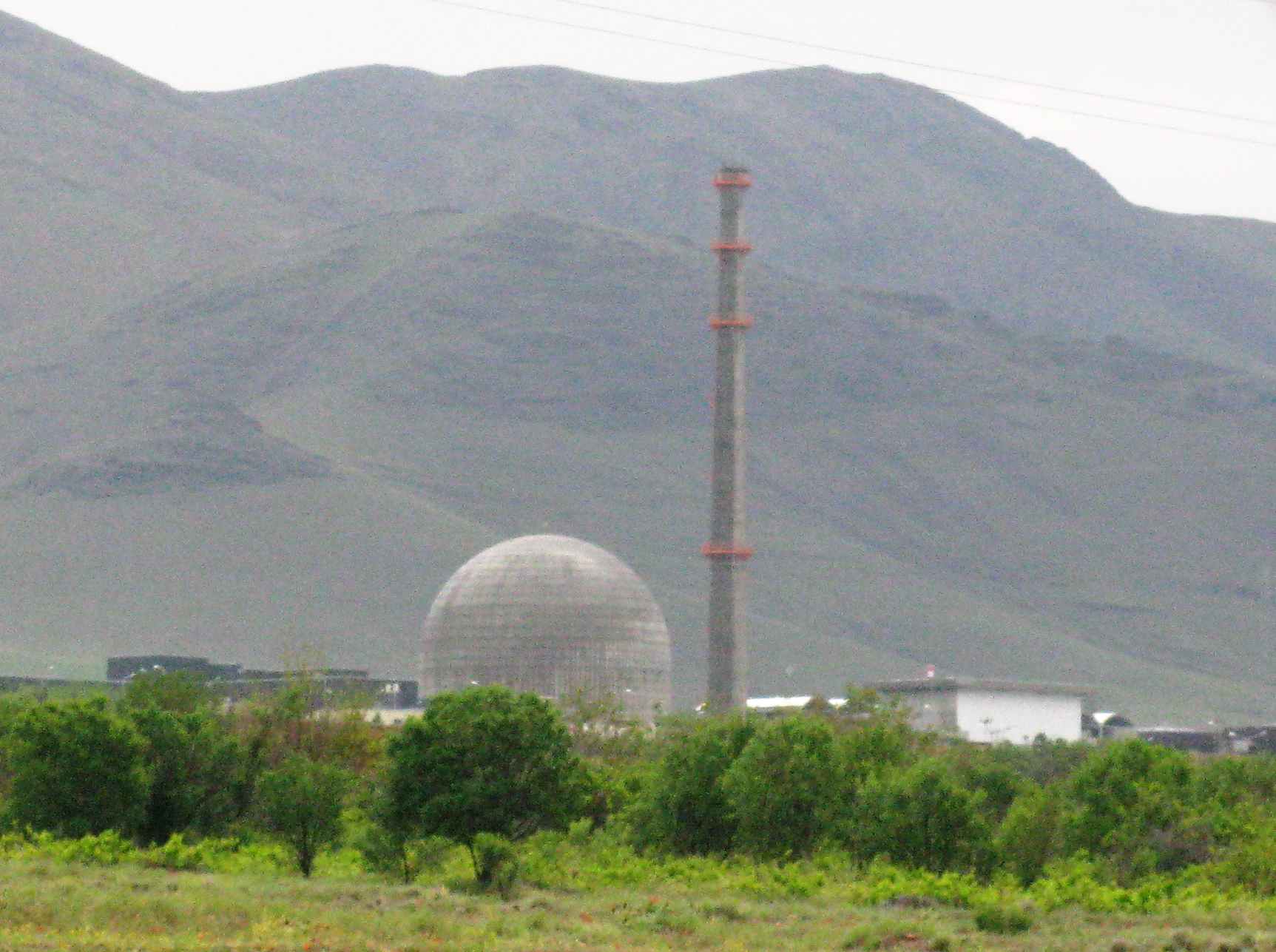
Die Atomanlage IR-40

- Mohammad Ali Araki (1894–1994), Großajatollah
- Mansour Bahrami (* 1956), Tennisspieler
- Morteza Gholi Bayat (1882–1955), Premierminister
- Forugh Farrochzad (1935–1967), Dichterin
- Behnam Habibi (* 1989), Fußballspieler
- Amir Kabir (1807–1852), Ministerpräsident, Reformer
- Ataollah Mohadscherani (* 1954), Erschad-Minister
- Mehrangis Montazami-Dabui (* 1941), Dokumentarfilmerin in Deutschland
- Mohammad Pakpour (* 1961), Befehlshaber der Iranischen Revolutionsgarde
- Reza Vafaei (1924–2004), Bildungsberater und Kompetenzentwickler